# العامرية (الفيوم)
قرية عامرية الفيوم هي إحدى القرى التابعة لمركز الفيوم في محافظة الفيوم في جمهورية مصر العربية. حسب إحصاءات سنة 2006، بلغ إجمالي السكان في عامرية الفيوم 16303 نسمة، منهم 8516 رجل و7787 امرأة.